# Brian Slattery
Pour les articles homonymes, voir Slattery.
Brian Slattery  est un professeur de droit canadien à la Osgoode Hall Law School de Toronto en Ontario. Il se spécialise dans les domaines de la Constitution canadienne et sur les Droits des peuples autochtones.

## Biographie
Slattery obtient un Bachelor of Civil Law de l'Université McGill  et un bachelier en arts du Collège Loyola de Montréal, ainsi qu'un doctorat en droit de l'Université d'Oxford.
En 1981, il se joint à l'équipe de professeur de la Osgoode Hall Law School et à précédemment occupées des postes similaires dans diverses universités, dont McGill, Dar es Salaam en Tanzanie et comme directeur de recherche à l'Université de la Saskatchewan.
Il occupe également un poste de conseiller à la Commission royale sur les peuples autochtones et est élu à la Société royale du Canada en 1995 pour son travail sur les droits des autochtones. De plus, il est cité à comparaître dans plusieurs dossiers concernant les droits des autochtones devant la Cour suprême du Canada.

## Publications

### Livres et monographies
- Ancestral Lands, Alien Laws:  Judicial Perspectives on Aboriginal Title (Saskatoon:  University of Saskatchewan Native Law Centre, 1983), 45 pages. Analyse monographique des théories judiciaires sur les titre autochtones par les cours canadiennes, américaines et dans le Commonwealth.
- The Land Rights of Indigenous Canadian Peoples (Saskatoon:  University of Saskatchewan Native Law Centre, 1979), 478 pages. Travaux portant sur les fondements historiques et juridiques des droits fonciers autochtones au Canada depuis les premiers jours de contact jusqu'à la fin du XVIIe siècle, et se concentrant en particulier sur la Proclamation royale de 1763. (réimprimé par Oxford University Doctoral Thesis).
- Handbook on Sentencing (Nairobi: East African Literature Bureau, 1972), 194 pages. Ouvrage traitant des principes juridiques de détermination de la peine exposés par les tribunaux est-africains et britanniques.
- Canadian Native Law Cases (Université de Saskatchewan Native Law Centre, 1980–91), neuf volumes, co-édité avec L. Charlton et S. Stelck. Série rassemblant toutes les décisions judiciaires canadiennes sur les droits des autochtones de 1763 à 1978, avec index thématiques.